# DT-54

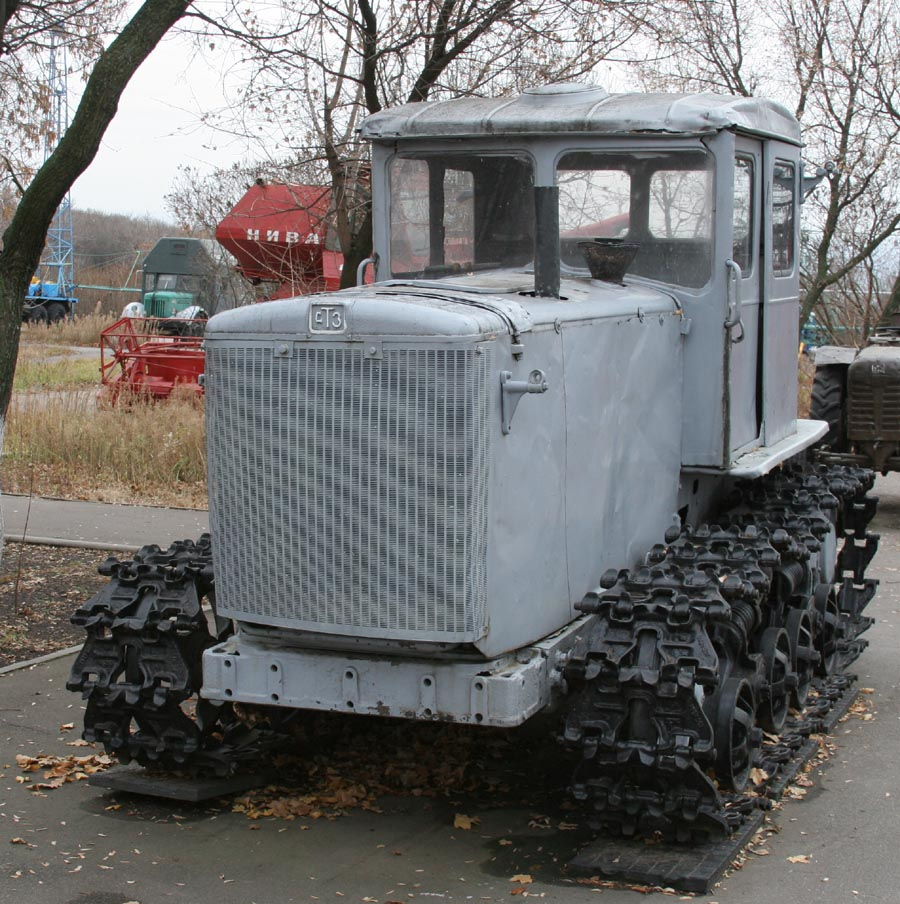
Traktor DT-54

DT-54 byl sovětský pásový zemědělský traktor pro všeobecné použití. 
Traktor se vyráběl v letech 1949–1963 ve Stalingradském traktorovém závodě, v letech 1949 – 1961 v Charkovském traktorovém závodě a v letech 1952–1979 v Altajském traktorovém závodě v Rublovsku. Celkem bylo vyrobeno 957 900 kusů.
Traktor byl velice rozšířen nejen v samotném Sovětském svazu, ale vyvážel se i do světa, zejména do spřátelených zemí (mj. i do Československa).
DT-55 byl podobný, ale měl jiné, širší pásy pro práci v bažinatém terénu (z důvodu nižšího měrného tlaku). Říkalo se mu „bahňák“. Navíc se boční stěny daly složit do jedné čtvrtiny plochy vedle sedadla řidiče, takže kabina byla z bočních stran otevřená. Tento traktor se používal na rekultivační orbu močálových a slatinných luk – rašelinových. Tento traktor byl velmi vhodný např. pro obdělávání půdy a pro lesní práce. Měl velkou váhu motoru a dobré rozložení váhy, takže nepotřeboval závaží, to byla výhoda tohoto stroje. (Popis řízení u těchto strojů viz článek Dozer).

## Technické údaje
- hmotnost: 5400 kg
- délka s tažným zařízením: 3660 mm
- šířka: 1865 mm
- výška: 2300 mm
- vzdálenost mezi osami kol: 1622 mm
- počet převodových stupňů: 5 vpřed, 1 vzad.
- typ motoru: čtyřválcový diesel
- výkon při 1300 ot. / min, 54 hp
- hmotnost motoru (bez baterie), 1100 kg
- palivová nádrž: 185 l
- startovací motor: PD-10M